# William O'Brien (4e comte d'Inchiquin)
William McWilliam O'Brien (1700 - 18 juillet 1777) est un pair irlandais et un homme politique whig qui siège à la Chambre des communes entre 1722 et 1754.

## Biographie
Il est le fils aîné de William O'Brien (3e comte d'Inchiquin), et de son épouse Mary (née Villiers), sœur du 1er comte de Jersey, et hérite des titres de son père en 1719. Il fonde en 1720 le prédécesseur du Royal Cork Yacht Club, le Water Club du port de Cork.

## Carrière politique
Il est député whig de Windsor de 1722 à 1727, de Tamworth de 1727 à 1734, de Camelford de 1741 à 1747 et d'Aylesbury de 1747 à 1754. En 1725, il est nommé chevalier compagnon de l'Ordre du Bain. De 1740 à 1741, il est grand maître de la Première Grande Loge d'Angleterre, Lord Lieutenant de Clare de 1741 à 1777 et Custos Rotulorum de Clare de 1762 à 1767. De 1744 à 1751, il est Lord de la chambre de Frédéric de Galles, et est admis au Conseil privé d'Irlande en 1753.
À sa mort en 1777, sans héritiers masculins survivants, ses titres passent à son neveu, Murrough O'Brien (1er marquis de Thomond).

## Famille
Le 29 mars 1720, il épouse sa cousine, Lady Anne Hamilton, fille aînée et héritière de George Hamilton (1er comte d'Orkney), et son épouse Elizabeth (née Villiers). Sa femme est devenue la 2e comtesse d'Orkney à part entière en 1737. Ils ont cinq enfants:
- Lady Mary (c.1721–1791), plus tard 3e comtesse d'Orkney qui épouse son cousin Murrough O'Brien (1er marquis de Thomond)
- William, nommé Lord O'Brien (1725-1727)
- George, nommé Lord O'Brien (1727-1728)
- Augustus, nommé Lord O'Brien (mort en bas âge)
- Murrough, titré Lord O'Brien, puis du vicomte Kirkwall (1731-1741)

Il épouse, en secondes noces Mary Moore, fille de Stephen Moore (1er vicomte Mount Cashell) et Alicia Colville, le 12 octobre 1761.
De plus, il est fêté par des antiquaires et dédicataire de nombreuses œuvres de l’histoire irlandaise produites à cette époque. Anglican, issu d'une ancienne famille gaélique, il est un soutien politique pour ceux qui souhaitent diffuser leurs travaux dans Ascendancy Ireland et Hanoverian Britain.